# 9949 Brontosaurus

9949 Brontosaurus

9949 Brontosaurus eller 1990 SK6 är en asteroid i huvudbältet som upptäcktes den 22 september 1990 av den belgiske astronomen Eric W. Elst vid La Silla-observatoriet. Den är uppkallad efter dinosaurien Brontosaurus.
Asteroiden har en diameter på ungefär 4 kilometer och den tillhör asteroidgruppen Vesta.